# Christian Camilo Huérfano
Christian Huérfano (Bogotá, Colombia, 15 de diciembre de 1995) es un futbolista colombiano. Juega de Extremo derecho y actualmente juega en  Bogotá FC.

## Trayectoria

### Inicios
Los inicios de Christian se dieron en una escuela de fútbol en la localidad de Ciudad Bolívar al sur de Bogotá donde él se crio. Después de pasar por las Divisiones menores de Independiente Santa Fe y la Selección Bogotá, luego pasaría a ser parte de las divisiones menores y primera división del Boca Juniors Mar del Plata de Argentina durante 1 años dirigida por el Toro Abelén y el "Loco" Fabián Giovanniello. A inicios del año 2016 regresa a Colombia y realiza las pruebas para ingresar a Millonarios Fútbol Club siendo contratado por el equipo embajador quien lo manda una temporada a sus divisiones menores para terminar su formación siendo dirigido por Jorge "Chamo" Serna, Cerveleón Cuesta y Neys Nieto.

### Millonarios

#### 2017
Para el día 17 de febrero de 2017, es promovido al plantel profesional de la mano del director técnico Miguel Ángel Russo y el asistente técnico Hugo Gottardi.
En la fecha 17 del Apertura recibió la confianza y realiza su debut profesional entrando al terreno de juego al minuto 84' por Harold Santiago Mosquera en la victoria 2-1 contra Tigres F.C.
Su primer partido de titular lo hace el 12 de agosto por el Finalización 2017 en la victoria por la mínima frente a La Equidad saliendo a los 83 minutos por Maximiliano Nuñez. 
Su primer gol como profesional lo hace el 18 de noviembre en la goleada 5 por 1 sobre el Deportivo Cali haciendo un gol de media distancia después de haber entrado por el goleador Ayron del Valle para el segundo tiempo.

#### 2018
Su debut en la Copa Libertadores 2018 lo hace el 28 de febrero como titular en el empate a cero goles frente al SC Corinthians. Su primer gol del 2018 lo hace el 22 de marzo en el empate a un gol como locales frente Alianza Petrolera.
El 3 de septiembre sufrió una lesión de ligamentos, la cual lo marginó del resto del año.

#### 2019
Tras regresar de su lesión, tuvo pocas oportunidades durante la campaña bajo las órdenes del mundialista Jorge Luis Pinto.
El 14 de enero de 2020 se llega a un acuerdo con el jugador para rescindir su contrato, terminando así el paso del extremo por el conjunto 'Albi-Azul' luego de 3 años y dos títulos.

### Patriotas Boyacá
Tras seis meses como agente libre, el 17 de julio de 2020, durante la pandemia del Covid-19 es confirmado como nuevo jugador del equipo lancero por una temporada en la que tan solo disputa 9 partidos. 

### San Martin FC
El 7 de marzo de 2022, es confirmado como el flamante refuerzo del equipo San Martín FC de la Segunda División de Panamá.

### Juventud Italiana
Con muy poca continuidad en 2023, llega al Juventud Italiana de la Tercera División de Ecuador.

### Ad portas del retiro
Habiendo tenido una participación casi nula en el fútbol desde su última campaña con Millonarios en 2019 y luego de militar por periodos muy cortos en las ligas de ascenso de Panamá y Ecuador, Huérfano comienza a trabajar como taxista en una reconocida plataforma y paralelamente juega en torneos aficionados, en una de estas competiciones amateur su nivel lo lleva a que en junio de 2024 lo fiche un club de la Quinta División de los Estados Unidos.  A su regreso al país, en diciembre de 2024 disputa el famoso Torneo del Olaya donde se consagra campeón con el cuadro de Centenario.

### Bogotá FC
Aunque luego de su participación con Centenario en el Torneo del Olaya tuvo la posibilidad de jugar para un equipo venezolano que se encontraba de pretemporada en la ciudad, decide fichar con el Bogotá FC. 

## Clubes
| Club                          | País           | Año               |
| Formativo                     | Formativo      | Formativo         |
| ----------------------------- | -------------- | ----------------- |
| Selección de fútbol de Bogotá | Colombia       | ¿?                |
| Boca Juniors de Mar del Plata | Argentina      | 2015              |
| Millonarios                   | Colombia       | 2016              |
| Profesional                   |                |                   |
| Millonarios                   | Colombia       | 2017 - 2019       |
| Patriotas Boyacá              | Colombia       | 2020 - 2021       |
| San Martín FC                 | Panamá         | 2022              |
| Juventud Italiana             | Ecuador        | 2023              |
| ¿?                            | Estados Unidos | 2024              |
| Bogotá FC                     | Colombia       | 2025 - Actualidad |

## Palmarés

### Títulos nacionales
| Título                | Club        | País     | Año  |
| --------------------- | ----------- | -------- | ---- |
| Torneo Finalización   | Millonarios | Colombia | 2017 |
| Superliga de Colombia | Millonarios | Colombia | 2018 |